# Climacteris erythrops
Il rampichino cigliarosse (Climacteris erythrops Gould, 1841) è un uccello passeriforme della famiglia Climacteridae.

## Etimologia
Il nome scientifico della specie, erythrops, deriva dall'unione della parola greca ερυθρος (erythros/eruthros, "rosso") col suffisso anch'esso di origine greca -ωψ (ōps, "faccia"), col significato di "dalla faccia rossa", in riferimento alla livrea di questi uccelli.

## Descrizione

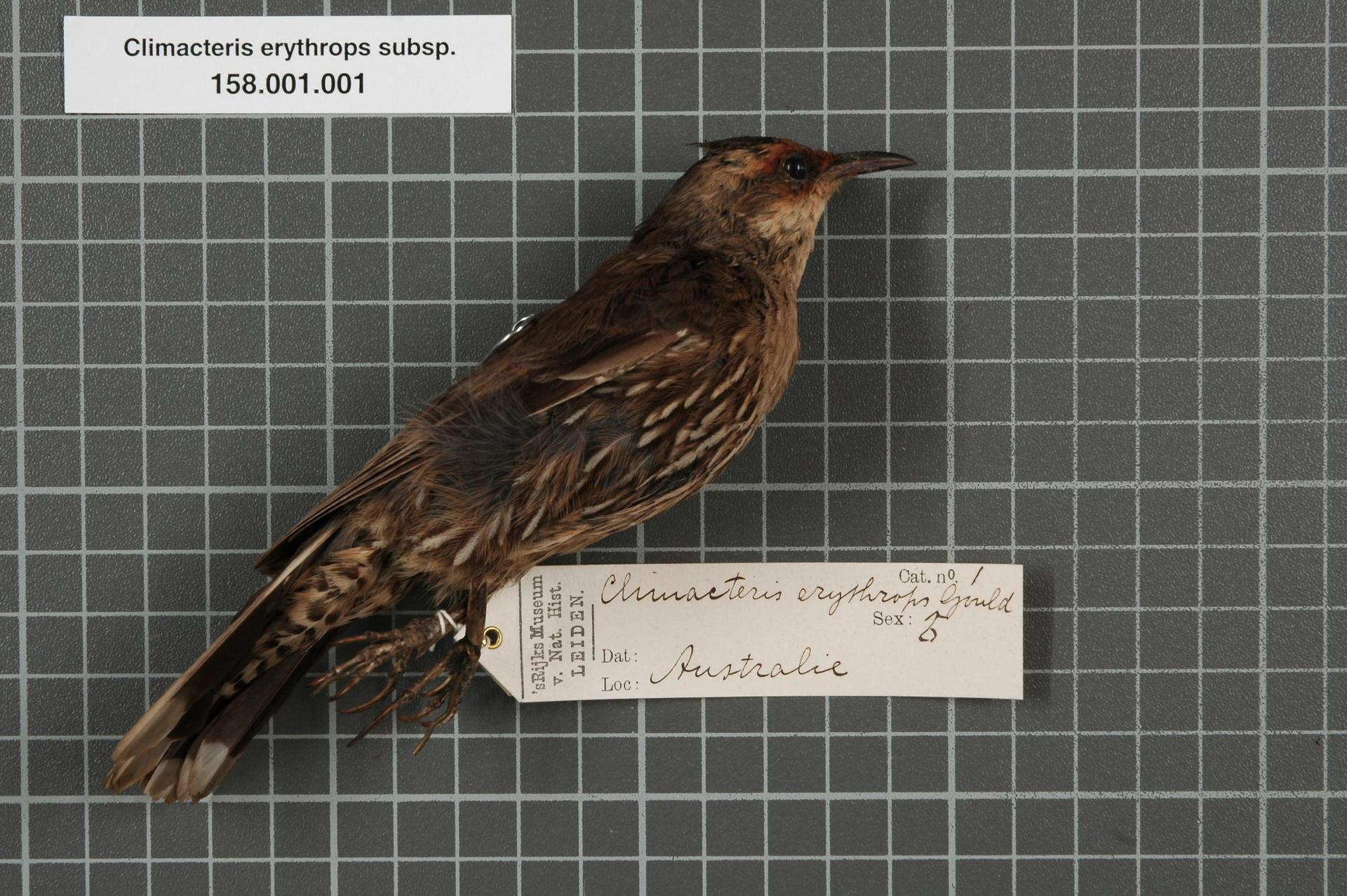
Maschio impagliato.

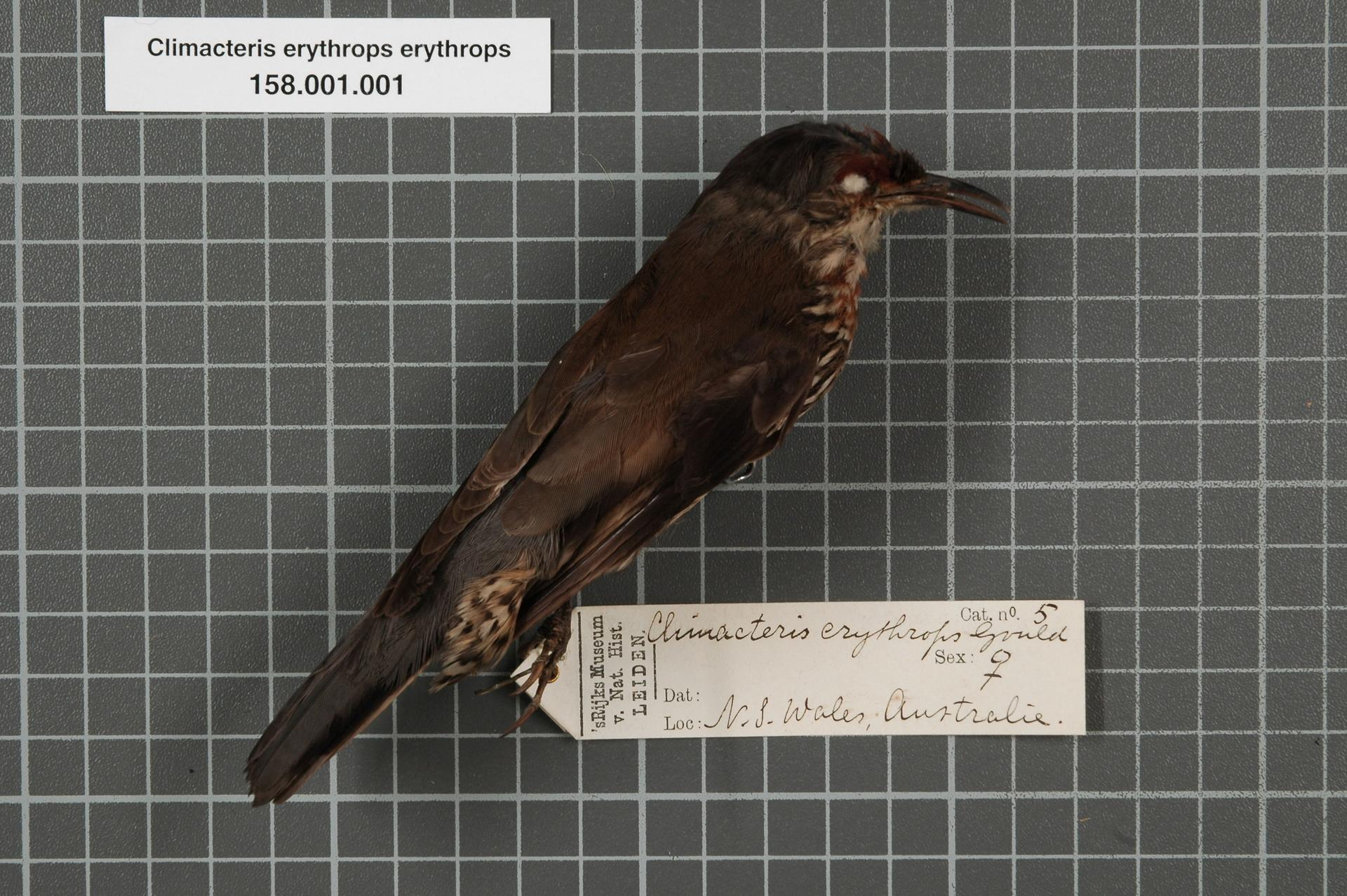
Femmina impagliata.

### Dimensioni
Misura 15-16 cm di lunghezza, per 23 g di peso.

### Aspetto
Si tratta di uccelli dall'aspetto robusto, muniti di testa squadrata con becco sottile e appuntito lievemente ricurvo verso il basso, ali appuntite, zampe forti e dalle unghie ricurve e coda rigida e rettangolare.
Il piumaggio è di colore grigio scuro su fronte, vertice, nuca, codione e coda (che presenta punta di color grigio-cenere), mentre dorso e ali sono di colore bruno scuro: come intuibile dal nome comune, l'area perioculare e quella fra i lati del becco e l'occhio è di colore rosso ruggine a formare degli occhiali, mentre gola, sopracciglio e lati del collo sono di colore beige chiaro e petto, ventre, fianchi e sottocoda sono bruno-nerastri con singole penne dalla parte centrale biancastra, a dare alla zona un aspetto zebrato.

Il dimorfismo sessuale è presente ma non evidentissimo, con le femmine dall'area facciale rossiccia più scura e tendente al vinaccia, e presenza di sfumature di questo colore anche su fianchi e petto.
In ambedue i sessi il becco è di colore nerastro, le zampe sono di color caramello e gli occhi sono di colore bruno scuro.

## Biologia
Si tratta di uccelletti dalle abitudini diurne e solitarie all'infuori del periodo riproduttivo, che passano la maggior parte della giornata alla ricerca di cibo fra gli alberi, percorrendo in maniera elicoidale tronchi e rami sondando ogni crepa e buco della corteccia col becco alla ricerca di possibili prede.
Il richiamo di questi uccelli è ronzante e discendente, e spesso si sentono più esemplari che si rispondono a vicenda nell'emetterlo.

### Alimentazione
La dieta del rampichino cigliarosse è insettivora e si compone perlopiù di formiche e piccoli ragni, ma anche di altri piccoli invertebrati e delle loro larve e uova.

### Riproduzione
La stagione riproduttiva va da agosto a gennaio: durante questo periodo le coppie (si tratta infatti di uccelli monogami) portano avanti in genere una singola covata, sebbene esistano più osservazioni di coppie che hanno portato avanti due covate in una singola stagione riproduttiva.
Il nido, a forma di coppa, viene costruito con fibre vegetali sul fondo della cavità di un tronco d'albero: al suo interno la femmina depone 2-3 uova, che cova per circa due settimane, al termine delle quali schiudono pulli ciechi ed implumi.

I nidiacei vengono accuditi e imbeccati da ambedue i partner: in tal modo, essi divengono in grado d'involarsi attorno alle tre settimane di vita, pur divenendo completamente indipendenti non prima dei quaranta giorni di vita.

Talvolta, come osservabile anche negli altri rampichini australiani, le coppie vengono aiutate nella cova e nell'allevamento della prole da altri individui adulti (generalmente esemplari delle covate precedenti che non hanno trovato un compagno).

## Distribuzione e habitat
Il rampichino cigliarosse è endemico dell'Australia, della quale popola la fascia orientale e sud-orientale dal Queensland sud-orientale grossomodo fino alla periferia occidentale di Melbourne.
L'habitat di questi uccelli è rappresentato dalle aree di foresta e boscaglia di pianura e collina.

## Tassonomia
Le popolazioni dell'estremo sud dell'areale occupato dalla specie vengono talvolta classificate come sottospecie a sé stante col nome di C. e. olinda, tuttavia le differenze col resto delle popolazioni sono minime e non giustificano secondo molti tale elevazione.